# Joseph Granié
Joseph Granié (Toulouse, 18 de febrero de 1861 -París, 13 de agosto de 1915) fue un pintor francés.   

## Biografía
Joseph Granié es conocido por sus retratos femeninos, teñidos de simbolismo. Comenzó en el taller de Jules Garipuy, antes de proseguir su formación en París con Jean-Léon Gérôme.

## Obras
- París :
  - museo Carnavalet : Jean Sylvain Bailly (1736-1793), alcalde de París en 1789, acuarela.[4]
  - museo de Orsay :
    - Yvette Guilbert, 1895, óleo;[5]
    - Marguerite Moreno, c. 1899, óleo;[6]
- Toulouse, museo Paul-Dupuy : Perfil de mujer, grafito sobre papel, estudio para el cuadro Maternidad.[7]

Obras de Joseph Granié
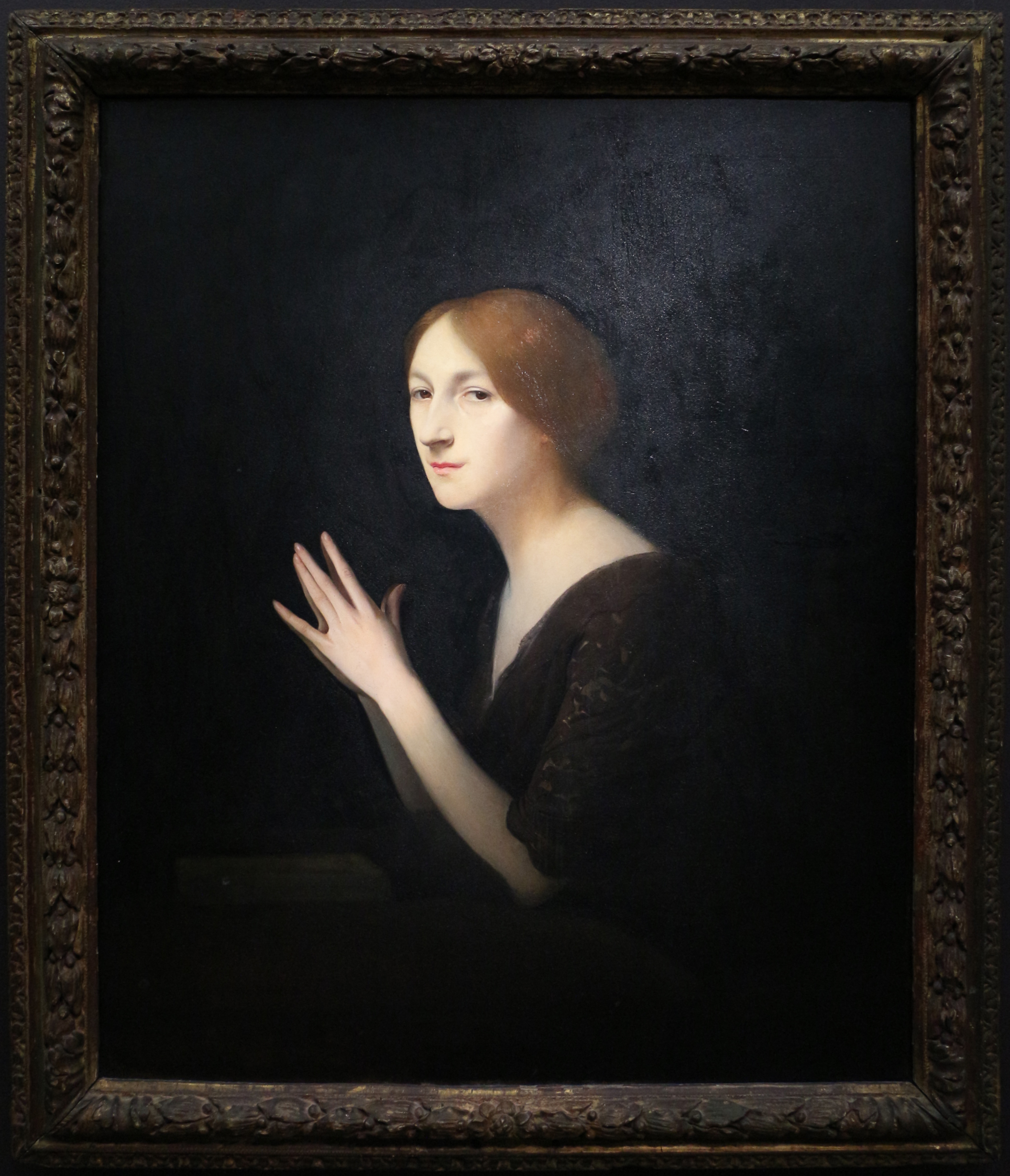
Marguerite Moreno (c. 1899), París, Musée d'Orsay.
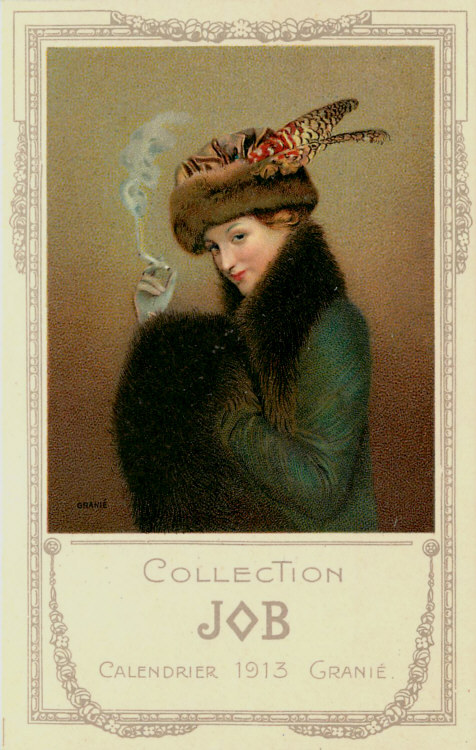
Calendario Job (1913), postal.